# Relazioni bilaterali tra Italia e Polonia
Le relazioni bilaterali tra Italia e Polonia sono le relazioni culturali e politiche tra Italia e Polonia. A causa delle forti connessioni tra i due stati, come la presenza della religione cattolica romana e le somiglianze storiche, molti hanno definito il rapporto come fratellanza polacco-italiana.

## Rapporti storici e culturali

### Medioevo
Bona Sforza (duchessa di Bari), membro della potente casa milanese degli Sforza, nel 1518 divenne la seconda moglie di Sigismondo I Jagellone. Progettando di dare l'indipendenza finanziaria alla famiglia Jagiello, riuscì a conquistare il Granducato di Lituania nel 1536-1546. Le viene anche comunemente attribuita l'introduzione di insalate e verdure nella cucina polacca (chiamata talvolta fino ad oggi włoszczyzna, ovvero Italiana).
Il Rinascimento in Polonia iniziò a diffondersi nel XV e XVI secolo, grazie ad artisti italiani (Francesco Fiorentino, Bartolomeo Berecci, Santi Gucci, Mateo Gucci, Bernardo Morando, Giovanni Battista di Quadro, ecc.), Mercanti (la famiglia Boner, la famiglia Montelupi) e pensatori (Filippo Buonaccorsi) che erano giunti in Polonia dalla fine del XV secolo. La maggior parte arrivò a Cracovia, la capitale polacca fino al 1611. Scienziati e poeti polacchi studiarono in Italia: Nicolaus Copernicus a Bologna, Witelo, Jan Kochanowski e Klemens Janicki all'Università di Padova. Bernardo Morando ha progettato Zamość, Tomaszów Lubelski e numerosi edifici.

### XVIII secolo
Bernardo Bellotto, noto in Polonia e in Germania come Canaletto (1697–1768) fu un pittore veneziano che dipinse 26 vedute di Varsavia, che furono utilizzate per ricostruire la città dopo la sua quasi completa distruzione da parte delle truppe tedesche durante la seconda guerra mondiale. Giacomo Casanova visitò la Polonia nel 1766, in seguito giunse anche Alessandro Cagliostro.
Antonio Corazzi (1792–1877) fu un architetto italiano che progettò una serie di edifici a Varsavia, tra cui Palazzo Staszic e il Teatr Wielki.

### XIX secolo

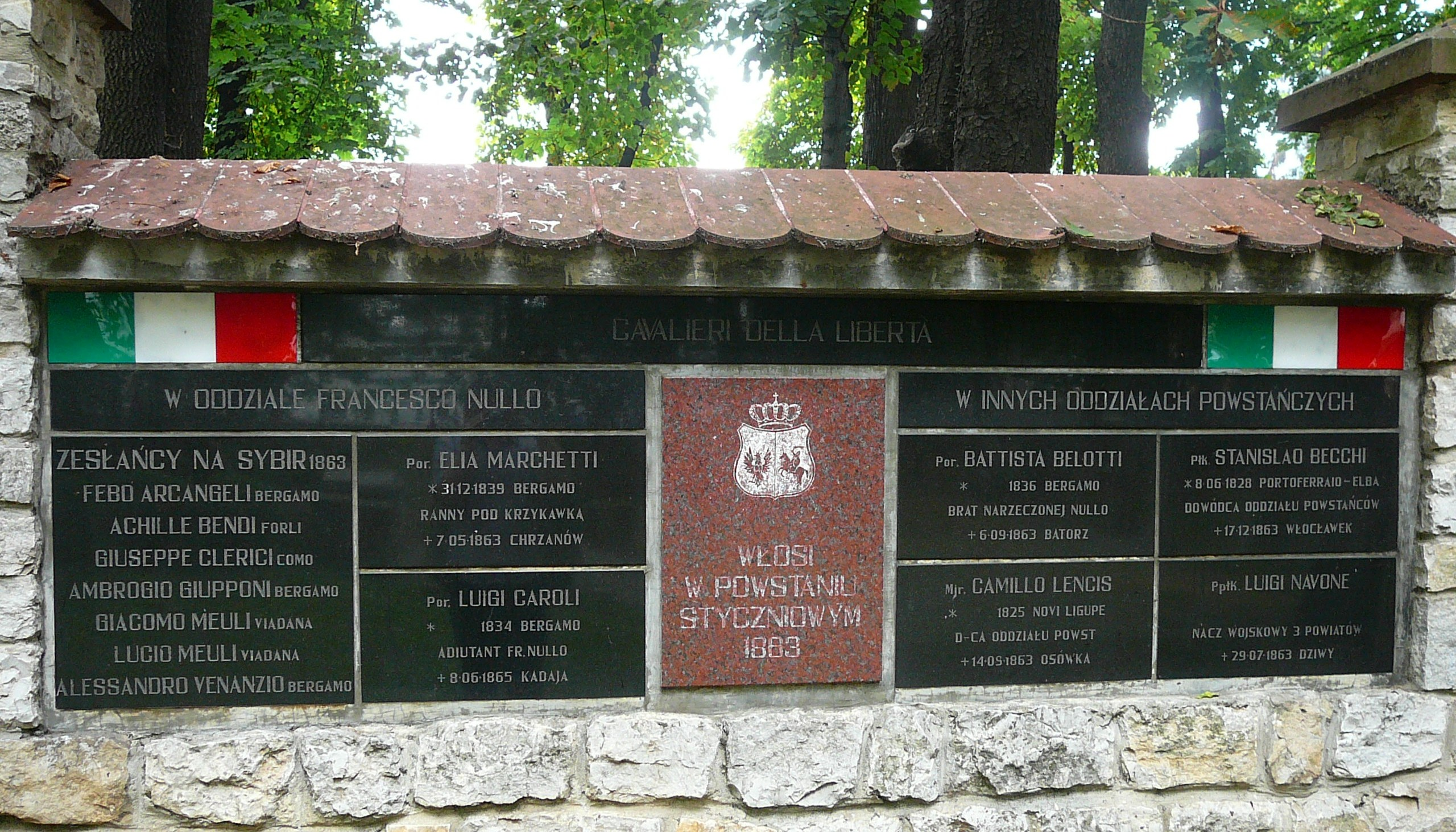
Placca che commemora i volontari italiani che hanno combattuto nella rivolta di gennaio, Olkusz

Nel periodo napoleonico molti soldati, ufficiali e volontari polacchi emigrarono specialmente in Italia e in Francia, formando le Legioni polacche, considerate un esercito polacco in esilio, sotto il comando francese. I comandanti polacchi includevano Jan Henryk Dąbrowski, Karol Kniaziewicz, Józef Wybicki e Antoni Amilkar Kosiński. Fu allora che il futuro inno nazionale polacco, Mazurek Dąbrowskiego, fu creato da Józef Wybicki, con parole che promettevano "il ritorno dell'esercito polacco dall'Italia alla Polonia". È interessante ricordare come l'inno italiano, Il Canto degli Italiani, parla anche del sacrificio polacco contro le oppressioni austriache e russe sui polacchi, "il sangue Polacco".
Parti dell'odierna Polonia e dell'Italia appartennero a lungo all'Austria-Ungheria, essendo soggette alla Corona di Santo Stefano. Le ferrovie statali austriache reali imperiali consentivano di viaggiare tra Cracovia e Trieste.
La Legione di Mickiewicz era un'unità militare formata nel 1848 a Roma da uno dei più famosi poeti polacchi, Adam Mickiewicz, per prendere parte alla liberazione dell'Italia dopo il fallimento della Grande Rivolta della Polonia del 1848. Dopo aver supplicato senza successo Papa Pio IX per il supporto, Mickiewicz fu raggiunto a Milano da un distaccamento militare di emigranti polacchi, guidato da Mikolaj Kaminski. Arrivando a 120 membri verso giugno, la legione, comandata da Kaminski, si impegnò in diverse battaglie. Combatterono al fianco degli italiani in Lombardia e sulle barricate di Genova contro i monarchici, a difesa della Repubblica Romana.
La Legione Garibaldi era un'unità di volontari italiani che ha combattuto per l'indipendenza polacca nell'insurrezione di gennaio del 1863. L'unità prende il nome dal rivoluzionario e nazionalista italiano Giuseppe Garibaldi, organizzata in Italia da suo figlio Menotti Garibaldi e guidata dal generale Francesco Nullo. Nullo arrivò a Cracovia dall'Italia nell'aprile 1863. La prima battaglia dell'unità in Polonia fu a Podłęże il 3 maggio 1863 dove sconfisse un contingente russo. Successivamente, prese parte alla battaglia di Krzykawka, dove insieme agli Zuavi della morte, organizzati dalla Francia, subì gravi perdite; Nullo fu ucciso e il suo aiutante venne ferito a morte, e morì diversi giorni dopo. Francesco Nullo è considerato un eroe sia in Italia che in Polonia.

### XX secolo
Nel 1918, l'Italia fu il primo paese in Europa a riconoscere la sovranità della Polonia. L'inno italiano (Il Canto degli Italiani) e l'inno polacco (La Polonia non è ancora persa) recano riferimenti storici reciproci, un unicum nella storia degli inni nazionali nel mondo.
Il Corpo polacco II partecipò alla campagna italiana. Morirono 11.379 uomini, molti dei quali sepolti nel cimitero di guerra polacco di Monte Cassino o a Casamassima. Nel frattempo, nonostante lo scarso contatto tra italiani e polacchi durante la guerra, si pensava che l'esercito italiano fosse tra i più benevolenti nei confronti dei polacchi e non aveva mai trattato i polacchi brutalmente come le controparti tedesche. Un manipolo di soldati italiani aveva persino disobbedito dal continuare a combattere, portando ad esecuzioni di massa di soldati italiani in Polonia, e questa azione è diventata un simbolo vivente della forte amicizia italo-polacca.
Lo scrittore polacco Gustaw Herling-Grudziński si stabilì a Napoli, dove sposò Lidia, figlia del filosofo Benedetto Croce. Ha anche scritto per il "Tempo presente" italiano gestito da Nicola Chiaromonte e per vari quotidiani e periodici. Il suo libro A World Apart: Imprisonment in a Soviet Labor Camp durante la seconda guerra mondiale fu pubblicato in Italia solo nel 1958. La rivista polacca Kultura è stata originariamente pubblicata a Roma. Lo scrittore polacco Jarosław Iwaszkiewicz ha scritto numerosi testi sull'Italia, tra cui un libro "Novellas italiane" e il libretto di Re Roger, opera di Karol Szymanowski.
Il film polacco-italiano del 1946 Wielka droga fu l'unico film polacco senza censura fino al 1989. La commedia polacca "Giuseppe a Varsavia" presenta le avventure di un soldato italiano nella Varsavia occupata dai nazisti. 

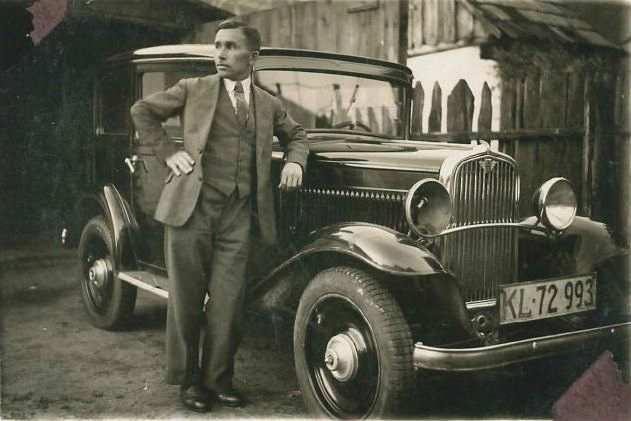
Polski Fiat 508

Polski Fiat era un marchio automobilistico polacco. La Fiat 508 fu prodotta in Polonia dal 1932, la Polski Fiat 125p dal 1967, successivamente anche la Fiat 126 e altre. La Lancia Ypsilon sarà prodotta a Tychy.
Nel giugno-dicembre 1966, i diplomatici italiani e polacchi si impegnarono congiuntamente per raggiungere una soluzione di compromesso alla guerra del Vietnam, grazie all'ambasciatore italiano a Saigon, Giovanni D'Orlandi, e al suo omologo polacco, Janusz Lewandowski (membro dell'International Control Commission), nella cosiddetta operazione Marigold. Gli sforzi per la pace della calendula furono sostenuti dal ministro degli Esteri italiano Amintore Fanfani. L'ultimo compromesso raggiunto tra D'Orlandi e Lewandowski a settembre includeva: elezioni libere sotto controllo internazionale prima di 2 anni; un governo del Vietnam del Sud che includesse rappresentanti delle parti e che mantenesse una politica di neutralità; insieme ad un ritiro definitivo delle truppe americane. Gli sforzi di pace furono fermati dalla ripresa delle operazioni americane su Hanoi il 2 e 4 dicembre 1966.
Nel 1978, il polacco Karol Wojtyla fu eletto papa cattolico, il primo papa non italiano dal XVI secolo.
I cantanti italiani Farida, Drupi, Marco Antonelli, In-Grid sono stati popolari in Polonia, a volte più che in Italia. Il cantautore e cantante polacco Czesław Niemen si è esibito in Italia nel 1969 e 1970 partecipando a Cantagiro e producendo diversi singoli in italiano, ad es. "Arcobaleno" (Over the Rainbow).
"11 settembre 1683" è un film polacco-italiano sulla battaglia di Vienna.

### XXI secolo
Nel 2003, entrambi i paesi hanno partecipato all'invasione dell'Iraq come parte di una coalizione guidata dagli Stati Uniti.

Nel 2019, il vice primo ministro italiano Matteo Salvini arrivò a Varsavia per discutere di un'alleanza politica (di destra) tra le due nazioni in vista delle imminenti elezioni del Parlamento europeo del 2019. Questa idea è stata accolta con "soddisfazione" da Jarosław Kaczyński, capo del partito al potere in Polonia. 

Bona Sforza
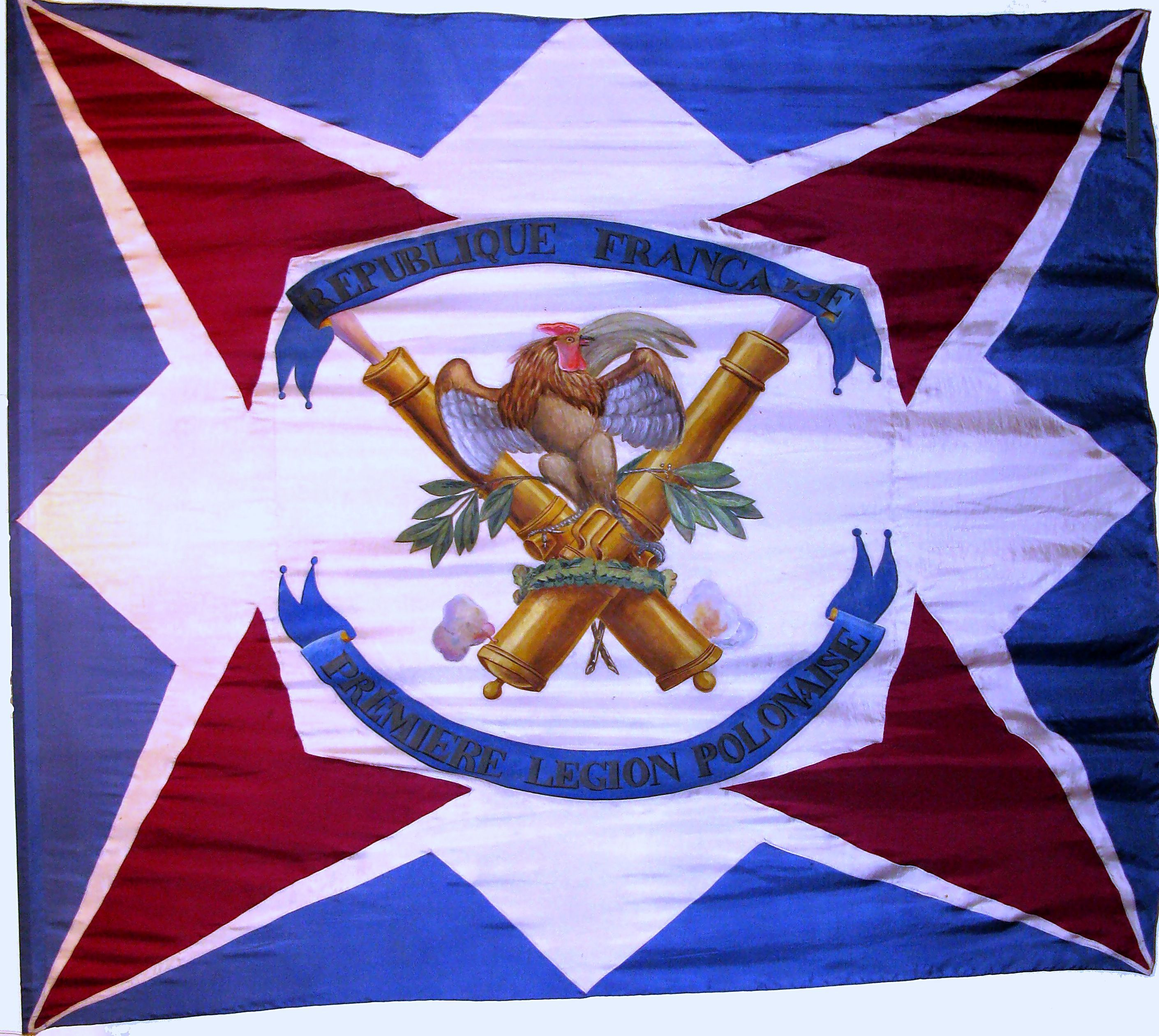
Stendardo della 1ª legione delle legioni polacche in Italia
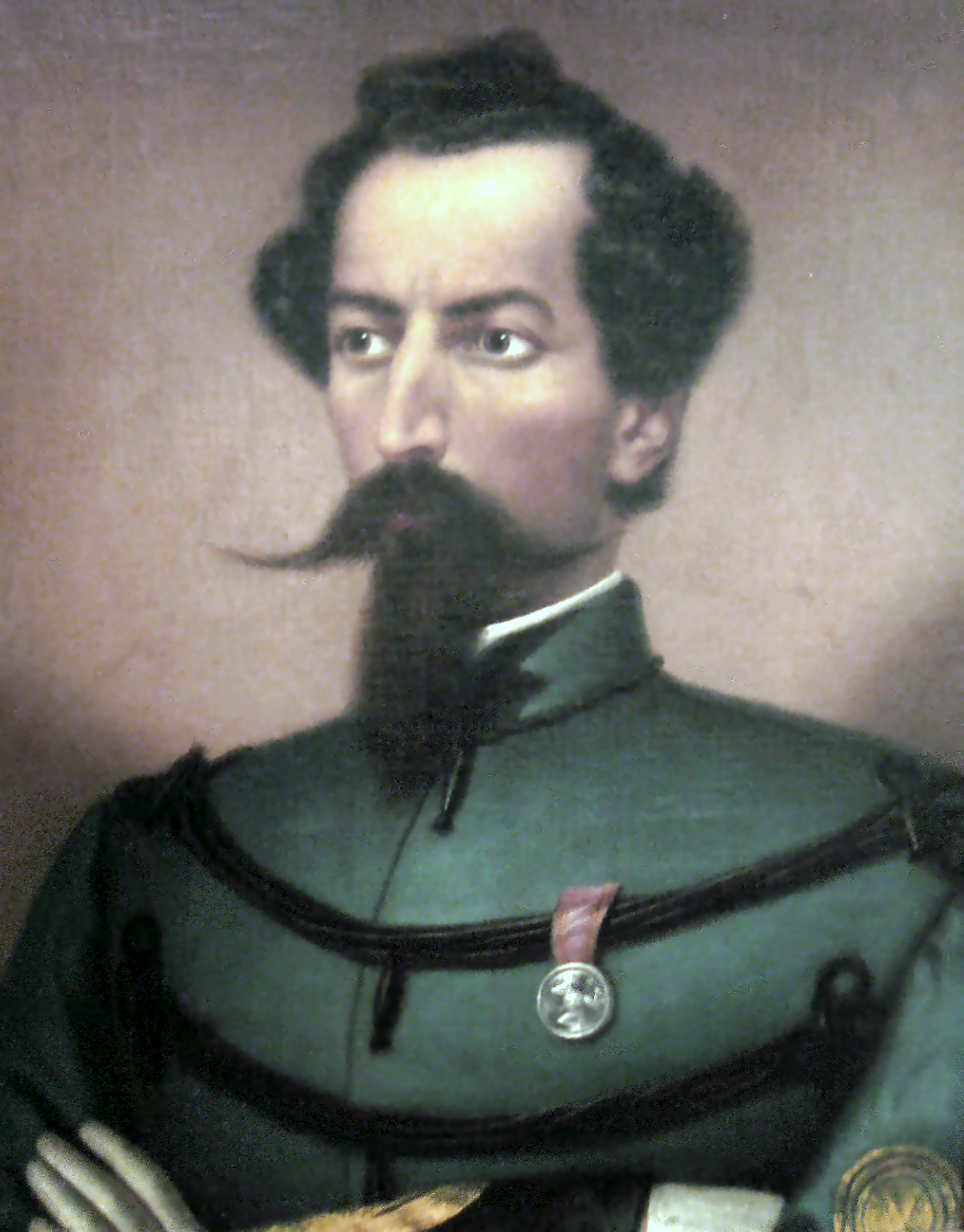
Francesco Nullo
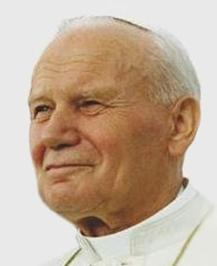
Giovanni Paolo II

## Attuali relazioni con l'estero

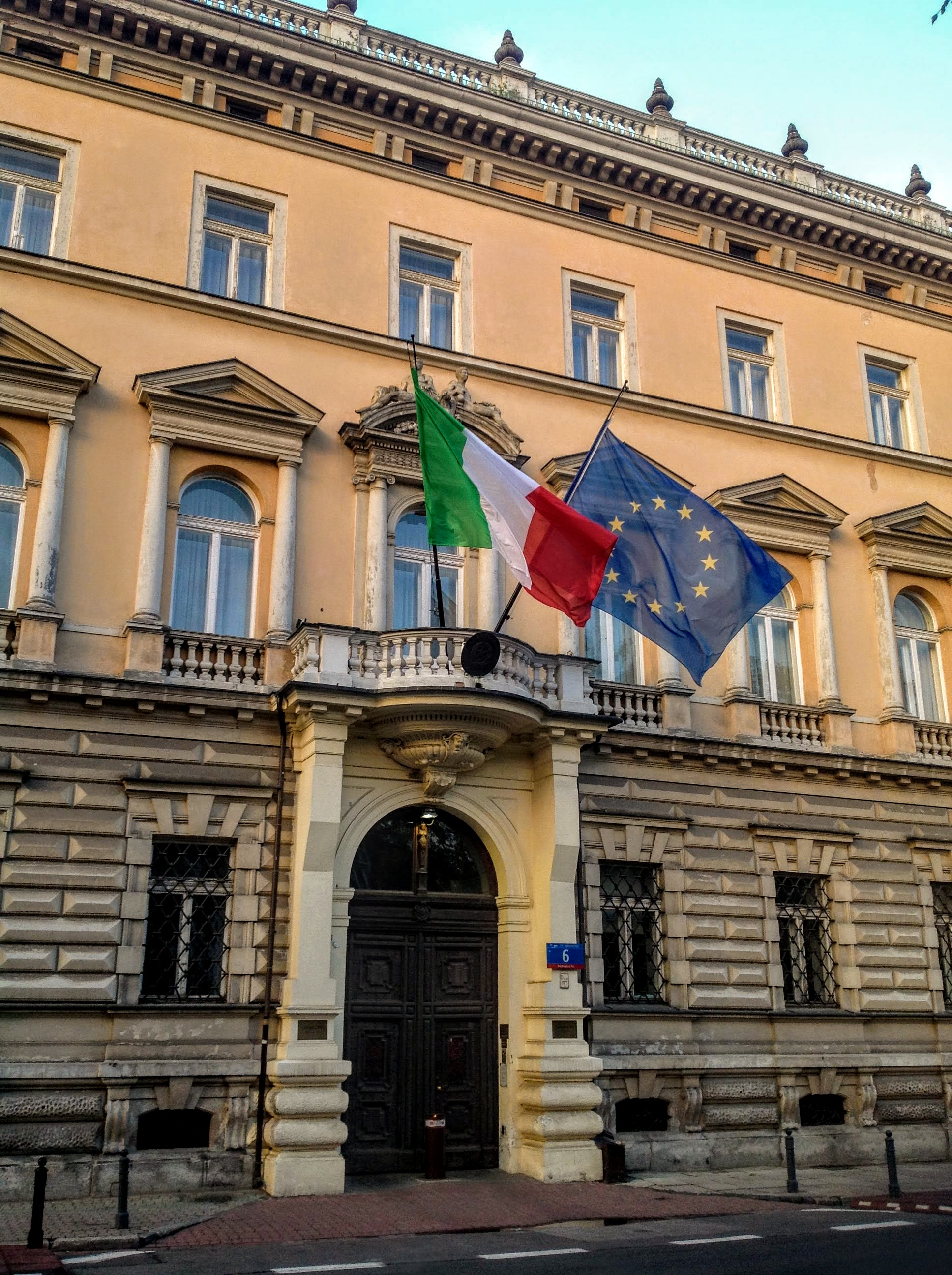
Ambasciata italiana a Varsavia

- L'Italia ha un'ambasciata a Varsavia e 2 consolati onorari (a Gdynia e Cracovia).[11]
- La Polonia ha un'ambasciata a Roma e 2 consolati generali (a Catania e Milano).[12]
- Entrambi i paesi sono membri a pieno titolo del Consiglio d'Europa, dell'Organizzazione per la cooperazione e lo sviluppo economico, della NATO e dell'Unione europea.
- Ci sono circa 109.018 Polacchi che vivono in Italia.
- Ci sono circa 8.000 Italiani che vivono in Polonia
- La più grande religione di entrambi i paesi è il cattolicesimo romano.